# Wasilków
Wasilków (udtale: [vaˈɕilkuf])  er en by  i den centrale del af voivodskabet Podlaskie i det nordøstlige Polen,  med   12.147(2021)  indbyggere og et areal på 28,15 km².  Den  er en del af  powiatet (amt) Białystok. Den er en nordlig forstad til Białystok, beliggende ved floden  Supraśl.

## Historie
I det 11. århundrede tilhørte Wasilkóws område til Kijevriget. I 1340 blev området Wasilkow indlemmet i Litauen af hertug Gediminas. Men tidligere tilhørte dette område Masovien i det fragmenterede Piast-styrede Polen. Den første omtale i skriftlige kilder om området, hvor byen og Wasilków starosty senere blev etableret i 1358.
Kong Sigismund 2. August tildelte 8. december 1566 Wasilków byrettigheder og et våbenskjold. Byen var beboet af folk fra omegnen af Goniądz, Tykocin og Białystok. 
I midten af det 17. århundrede boede der  omkring 500 mennesker i byen, og hele i starosten yderligere 400 mennesker.  Før den første deling af Polen havde Wasilków omkring 1.500 indbyggere. Efter Polens tredje deling blev Wasilków indlemmet i Białystok-delen i Ny Østpreussen, der var en del af Kongeriget Preussen, og fra 1807, kom  den under Tylża-traktaten, under den russiske del af Polen.
Omkring 1880 havde Wasilków 3.880 indbyggere. Der var 12 tekstilfabrikker i byen, hvoraf ti var ejet af jøder. Alle anlæg beskæftigede i alt omkring 300 personer.
Den tragiske dato i byens historie er den 5. maj 1895, hvor en stor brand ødelagde næsten halvdelen af Wasilków, og 10 mennesker døde i branden. I slutningen af 1800-tallet havde Wasilków ca. 4.000 indbyggere.
I november 1918 var der kun to tekstilfabrikker i drift i byen, der beskæftigede næsten 70 arbejdere. I folketællingen i 1921 erklærede 85,8 % mennesker polske nationalitet, og 13,2 % erklærede jødisk nationalitet.